# 降血脂药
降血脂药（英語：Hypolipidemic agents），又称调血脂药或antihyperlipidemic agents、lipid-lowering drugs，是一类用来治疗高脂血症的药物。常用的降血脂药有兩大類，分別为他汀类药物（Statin）和贝特类药物（Fibrate）。